# Mariam Diakité
Mariam Diakité, née le 11 avril 1995 à Adjamé, est une footballeuse internationale ivoirienne au FC Fleury 91.

## Biographie
En novembre 2021, Mariam Diakité quitte la Juventus Yopougon et s'engage en première division française au FC Fleury 91 en compagnie de sa compatriote Rosemonde Kouassi. En juillet 2022, elle prolonge son contrat avec le club francilien.
Elle participe avec l'équipe de Côte d'Ivoire à la Coupe du monde 2015 organisée au Canada. Lors du mondial, elle ne joue aucun match.
Elle participe également à la Coupe d'Afrique des nations en 2014.

## Palmarès
- Troisième de la Coupe d'Afrique des nations en 2014 avec l'équipe de Côte d'Ivoire